# 드루 타일러 벨
드루 타일러 벨(Drew Tyler Bell, 1986년 1월 29일 ~ )은 미국의 배우이다.

## 출연 작품
- 미들맨 - TV시리즈 (2008)
- 싸인 시커: 여섯 개의 빛을 찾아서 (2007)
- 지퍼스 크리퍼스 2 (2003)
- 위다웃 찰리 (2001)
- 비앤비 (1987)